# Trèves, Gard
Trèves là một xã trong vùng hành chính Occitanie, thuộc tỉnh Gard, quận Le Vigan, tổng Trèves. Tọa độ địa lý của xã là 44° 04' vĩ độ bắc, 03° 23' kinh độ đông. Trèves (Gard) có điểm thấp nhất là 514 mét và điểm cao nhất là 1.282 mét. Xã có diện tích 26,59 km², dân số vào thời điểm 1999 là 119 người; mật độ dân số là 4 người/km².

## Thông tin nhân khẩu
| 1962 | 1968 | 1975 | 1982 | 1990 | 1999 |
| ---- | ---- | ---- | ---- | ---- | ---- |
| 133  | 151  | 139  | 129  | 120  | 119  |